# Трибуно Меммо
Трибуно Меммо (Меньо) (італ. Tribuno Memmo) (? — †991) — 25-й венеційський дож у 979—991 роках.
Належав до венеційського патриціанського роду Меммо, що виводив свій родовід від давньоримських нобілів Мемміїв. Ймовірно доводився якимось родичем дожеві П'єтро Трібуно. Він був неписьменним і згідно зі збереженими документами, підписував документи печаткою або signum manus (відбитком пальця). Свої значні статки отримав частково завдяки одруженню з Мариною, донькою 22-го дожа П'єтро IV Кандьяно. У них був син Мауриціо. 
Після відставки стрийка своєї дружини Вітале Кандьяно 979 року обирається новим дожем. При цьому спирався на підтримку швагера — Вітале, патріарха Градо. За його правління було завершено спорудження нового палацу дожів, куди він перебрався лише ближче до кінця свого дожського правління. Також базиліка Святого Марка за його декретом стала герцогською власністю, своєрідною приватною каплицею, в якій церковні функції були делеговані церковному примікірію. 
Також продовжував політику свого попередника щодо відновлення відносин зі Священною Римською імперією. 7 червня 983 року імператор Оттон II поновив комерційні привілеї, якими вже користувалися багато попередніх дожів, але були фактично скасовано Оттоном I 967 року. Згодом напруженість між фракцією, яка підтримувала Священну Римську імперію, очолюваною родиною Колопріні, та провізантійським патриціатом, яку підтримували Морозіні, призвела до вбивства Доменіко Морозіні. Побоюючись репресій, родина Колопріні втекла до Верони під захист Оттона II, який запровадив заборону на торгівлю з Венецією. Невдовзі повстало місто Каварцере проти венеційського дожа, а до володінь Венеції вдерся Джованні II, єпископ Беллуно, що пам'ятав про попередні напади венеційців на свої володіння. Останній захопив місто Гераклею. Тим часом у Венеції спалювали будинки вигнанців, а їхні родини брали в заручники. Також дож відправив свого сина Мауріціо до візантійського імператора Василя II, але фактичний правитель Василь Лакапін був втягнути у протистояння з Болгарським царством.
Після смерті Оттона II, яка сталася в Римі 7 грудня 983 року, Колопріні отримали помилування та повернулися до Венеції, але троє з них пізніше були вбиті. Глава родини, Стефано, натомість знайшов притулок у Тоскані. 
У 991 році під тиском обох партій знаті був змушений зректися посади та піти до монастиря Сан-Дзаккарія або Сан-Джорджо-Маджоре. Помер там того ж року.